# Max Goldmann (Architekt)

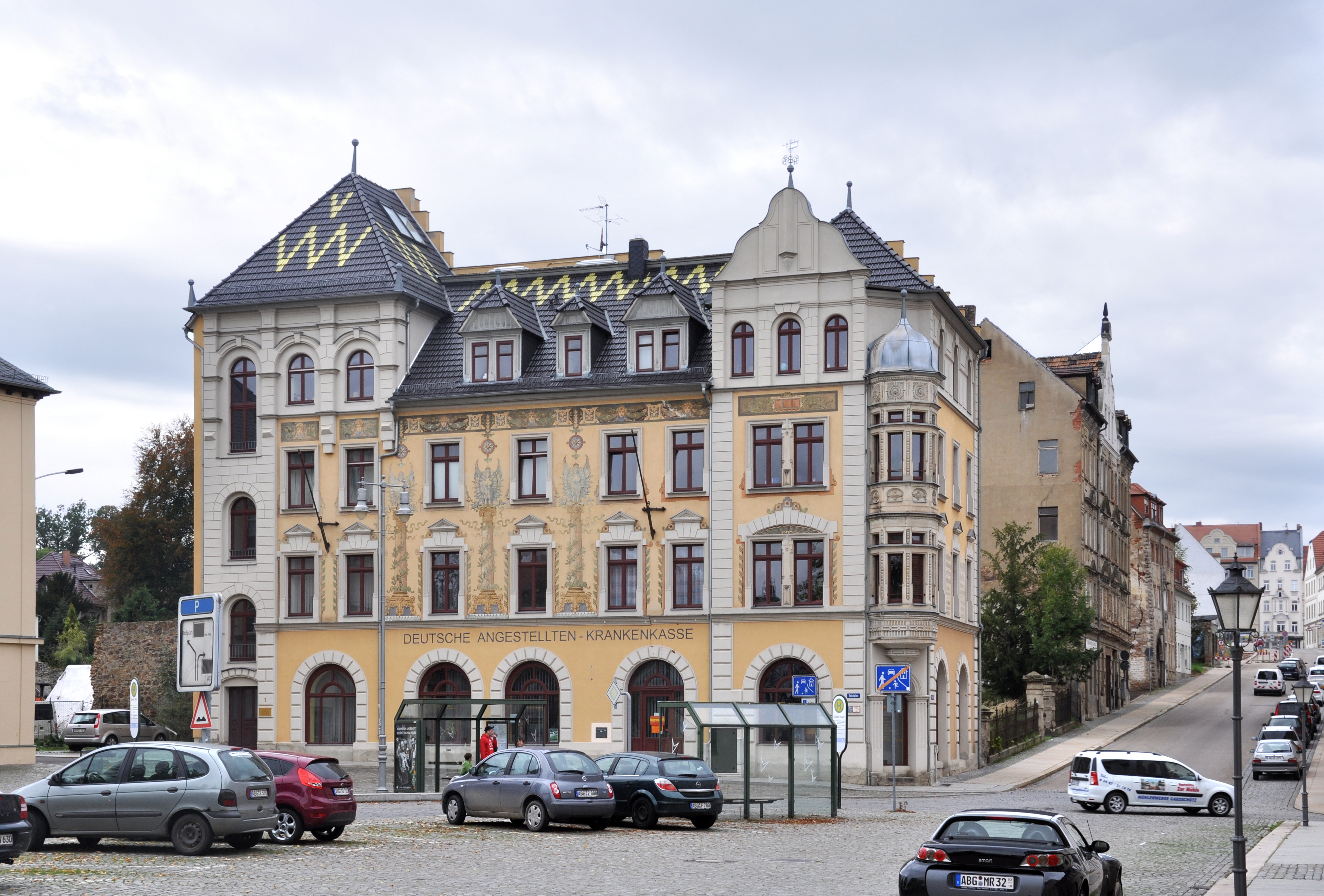
Teichplan 1

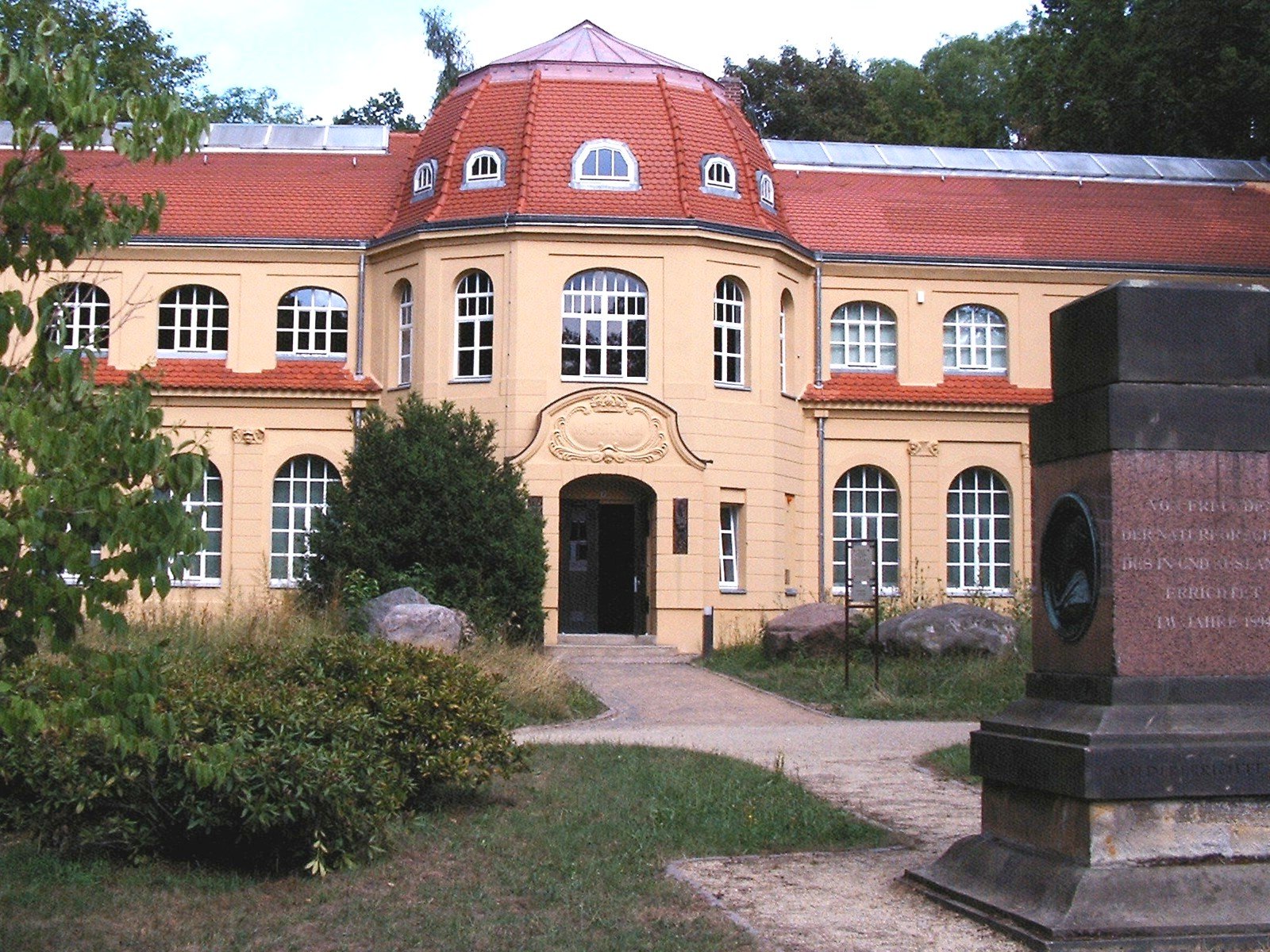
Mauritianum in Altenburg, rechts Denkmal für die Brehms und Schlegel

Max Goldmann war ein Architekt  der Gründerzeit in Altenburg.
Von Max Goldmann ist hinsichtlich seiner Person nicht viel bekannt. Das steht wiederum im Kontrast zu den von ihm geschaffenen und letztlich realisierten Entwürfen, an denen sich seine Tätigkeit als Architekt in Altenburg ablesen lässt. Seine Entwürfe weisen ihn als Architekten des Historismus aus. Goldmann beteiligte sich im Jahre 1888 bei der Nationalen Kunstausstellung in München. Goldmann mit einer Standuhr.
Außerdem war Goldmann Mitglied der Naturforschenden Gesellschaft des Osterlandes zu Altenburg.

## Werke (Auswahl)
Wohl alle seine Werke entstanden in Altenburg
- Herberge zur Heimath, 1892/93[3]
- Wohnhaus am Teichplan 1, 1893[4]
- Schillerdenkmal, 1906, Relief Friedrich Schillers von Annemarie Haase
- Denkmal für die Naturforscher Christian Ludwig Brehm, Alfred Brehm und Hermann Schlegel, 1894[5] Dieses ursprünglich war in Form eines Obelisken ausgeführt worden.[6] Norbert Pfretzschner schuf die Bildnismedaillons dazu. Pretzschner war zu dieser Zeit in Berlin-Charlottenburg.[7] Dieses wurde vor dem Mauritianum aufgestellt. Bei dem späteren  Gedenkstein wurden  die Reliefs Pretzschners angebracht.
- Geschäfts- und Wohnhaus von Max Kröber, 1895[8]
- Kleinkinderbewahranstalt in Altenberg (?), 1895[9]